# Kanał Bokserski
Kanał Bokserski (inne nazwa: Rów Wyścigi) – rów wodny w Warszawie, w dzielnicy Ursynów.

## Położenie i charakterystyka
Rów znajduje się na terenie stołecznej dzielnicy Ursynów, na obszarze Miejskiego Systemu Informacji Wyczółki, przy granicy dzielnicy Mokotów. Leży na obszarze zlewni Potoku Służewieckiego i jest jego lewostronnym dopływem. Przebiega rowem otwartym z zachodu na wschód, pomiędzy ul. Bokserską a terenami toru wyścigów konnych Służewiec. Końcowy odcinek kanału przebiega kolektorem podziemnym. Uchodzi do Stawu Wyścigi.
Długość rowu wynosi 876 m. Szerokość dna kanału wynosi 0,8 m, a głębokość 1,8 m. Zaliczany jest do urządzeń melioracji podstawowych Warszawy. Znajduje się we władaniu Zarządu Zieleni m.st. Warszawy.